# Zernyia
Zernyia là một chi bướm đêm thuộc họ Geometridae.